# 福島 (大阪市)

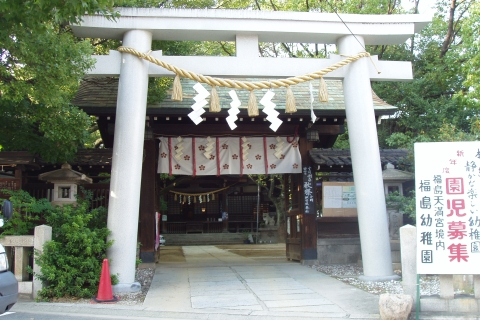
福島天満宮

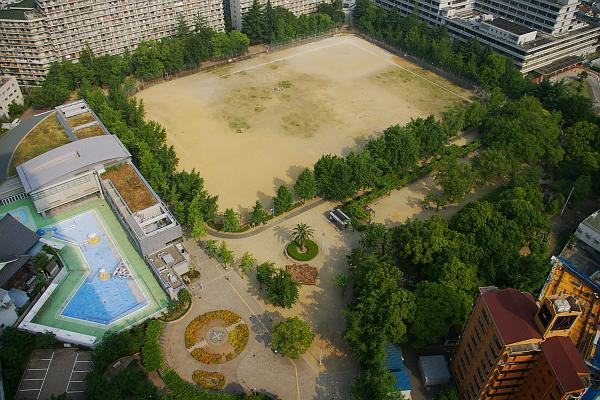
下福島公園

福島（ふくしま）は、大阪府大阪市福島区の町名。現行行政地名は福島一丁目から福島八丁目。
本項では、かつて存在した西成郡上福島村（かみふくしまむら）と下福島村（しもふくしまむら）についても記述する。

## 地理
福島区の東部に位置する。町域の東側で梅田、南東で堂島、南側で中之島とそれぞれ接している。
梅田から西へ1kmほどという地理条件から、幹線道路沿いを中心にオフィスや高層マンションが立地している。その一方で幹線道路から少し奥に入ると、古くからの下町の住宅地が広がっている。

### 河川
- 堂島川 - 田蓑橋・玉江橋・堂島大橋によって対岸の中之島と結ばれている。

## 歴史
中世初期まで淀川河口の地であったと考えられており、渡辺津の西に形成された島だった。古代には「餓鬼島」と呼ばれていたが、菅原道真が大宰府へ左遷される途中にこの地に立ち寄った際、「餓鬼島」では縁起が悪いとして好字の「福」を取り「福島」と改名したと伝えられている。湿地を意味する「泓け島（ふけしま）」からきているとする説もある。
平家物語では「源義経が屋島の合戦の際に、摂津国渡辺・福島の2ヶ所で船団をそろえて出航した」という趣旨が記載されている。鎌倉時代に福島荘とよばれる荘園が成立。戦国時代に入ると応仁の乱や大物崩れの戦場となり、1570年（元亀元年）には石山合戦の野田・福島の戦いが起こった。安土桃山時代に入っても1614年（慶長19年）に大坂冬の陣の野田・福島の戦いが起こっている。
江戸時代に入ると西成郡福島村が成立したが、1677年（延宝5年）に上福島村と下福島村に分村。堀江の開発が始まった1698年（元禄11年）には、それまで堀江にあった安井九兵衛らの材木置場の代替地として、下福島村と野田村の各一部から安井九兵衛請所を分離した。曾根崎川・堂島川・安治川を挟んで大坂城下（大坂三郷）に接する両福島の地は新建家の建設が盛んに行われ、半ば市街化していた。
1879年（明治12年）に郡区町村編制法が大阪府でも施行され、西成郡役所が上福島村に設置されたが、同年中に曾根崎村に移転。1882年（明治15年）には安井九兵衛請所が西成郡安井村となり、1889年（明治22年）の町村制施行では、下福島村は安井村と合併して下福島村となり、上福島村は単独で施行した。1890年（明治23年）には曾根崎村に移転した西成郡役所が上福島村に再移転されている。
1897年（明治30年）の大阪市第1次市域拡張により、両村は大阪市に編入された。編入当初は北区に属し、1925年（大正14年）に北区の分区に伴って此花区に所属したのち、1943年（昭和18年）に福島区が新設された。
なお、現行行政地名の福島のうち曽根崎川跡以南となる1丁目1番・2丁目1番・3丁目1番は堂島の一部である。反対に、玉川および野田のそれぞれ南部は下福島の一部を含んでおり、大阪市立下福島中学校や大阪市中央卸売市場本場が所在する。

### 沿革
- 1677年 - 西成郡福島村が上福島村と下福島村に分村。
- 1889年4月1日 - 上福島村は単独で、下福島村は安井村と合併して町村制施行。
- 1897年4月1日 - 上福島村・下福島村が大阪市に編入され、北区に属する。
- 1898年4月5日 - 西成鉄道（現在の大阪環状線）福島駅が開業。
- 1905年4月12日 - 阪神本線福島駅が開業。（現在のホテル阪神の場所）
- 1909年7月31日 - 大阪市北区の一帯を襲った北の大火で被災。被災後のがれき処理のために南側の堂島との間にあった曽根崎川が埋め立てられ、堂島と陸続きになる。
- 1925年4月1日 - 北区を分割して此花区を設置。福島地区の大半も此花区に属する。
- 1943年4月1日 - 当時の此花区の一部、西淀川区の一部、北区の一部を分割して福島区を新設。この際に堂島浜通3・4丁目が福島区に含まれる。
- 1975年 - 現行行政地名を実施。
- 1993年9月5日 - 阪神本線が地下化。阪神福島駅が従来地よりも約100m南の国道2号地下に移転。
- 1995年1月17日 - 阪神・淡路大震災（兵庫県南部地震）が発生し、福島駅近くで水道管が破裂するなどの被害を受けた。
- 1997年3月8日 - JR東西線新福島駅が開業。

## 世帯数と人口
2019年（平成31年）3月31日現在の世帯数と人口は以下の通りである。
| 丁目       | 世帯数    | 人口     |
| ---------- | --------- | -------- |
| 福島一丁目 | 766世帯   | 1,312人  |
| 福島二丁目 | 508世帯   | 656人    |
| 福島三丁目 | 1,477世帯 | 2,593人  |
| 福島四丁目 | 1,768世帯 | 3,526人  |
| 福島五丁目 | 606世帯   | 1,055人  |
| 福島六丁目 | 1,743世帯 | 2,570人  |
| 福島七丁目 | 1,298世帯 | 2,002人  |
| 福島八丁目 | 834世帯   | 1,377人  |
| 計         | 9,000世帯 | 15,091人 |

### 人口の変遷
国勢調査による人口の推移。
| 1995年（平成7年）  | 8,127人  | [ 6 ]  |  |
| 2000年（平成12年） | 8,483人  | [ 7 ]  |  |
| 2005年（平成17年） | 10,316人 | [ 8 ]  |  |
| 2010年（平成22年） | 12,776人 | [ 9 ]  |  |
| 2015年（平成27年） | 15,956人 | [ 10 ] |  |

### 世帯数の変遷
国勢調査による世帯数の推移。
| 1995年（平成7年）  | 3,772世帯 | [ 6 ]  |  |
| 2000年（平成12年） | 4,281世帯 | [ 7 ]  |  |
| 2005年（平成17年） | 6,004世帯 | [ 8 ]  |  |
| 2010年（平成22年） | 7,852世帯 | [ 9 ]  |  |
| 2015年（平成27年） | 9,384世帯 | [ 10 ] |  |

## 事業所
2016年（平成28年）現在の経済センサス調査による事業所数と従業員数は以下の通りである。
| 丁目       | 事業所数    | 従業員数 |
| ---------- | ----------- | -------- |
| 福島一丁目 | 177事業所   | 2,145人  |
| 福島二丁目 | 165事業所   | 2,261人  |
| 福島三丁目 | 153事業所   | 1,810人  |
| 福島四丁目 | 92事業所    | 2,156人  |
| 福島五丁目 | 376事業所   | 4,150人  |
| 福島六丁目 | 213事業所   | 3,310人  |
| 福島七丁目 | 366事業所   | 6,239人  |
| 福島八丁目 | 164事業所   | 1,125人  |
| 計         | 1,706事業所 | 23,196人 |

## 施設

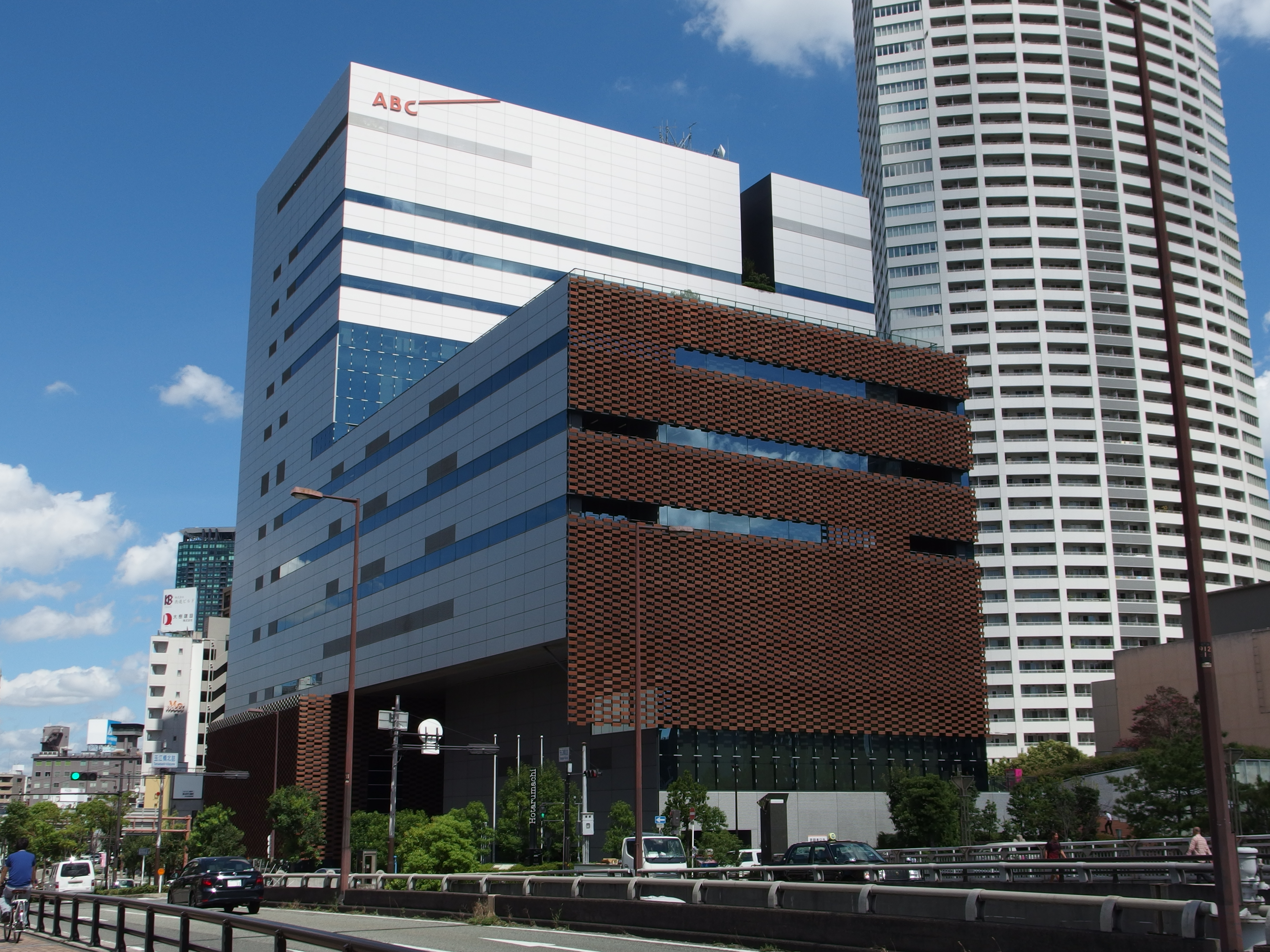
朝日放送グループホールディングス本社

### 公共施設
- ラグザ大阪
- 下福島公園
- ホテル阪神
- ほたるまち
- 堂島リバーフォーラム
- 大阪中之島合同庁舎
  - 大阪地方検察庁
  - 大阪高等検察庁
  - 法務総合研究所大阪支所
  - 人事院近畿事務局
  - 国連アジア極東犯罪防止研修所大阪分室
- 関西電力病院
- 地域医療機能推進機構大阪病院

### 教育機関
- 大阪厚生年金看護専門学校
- 大阪市立福島小学校
- 大阪市立上福島小学校

### 名所
- 蛸の松
- 逆櫓の松
- 福島天満宮
- 福島聖天通商店街
- 莫大小会館

### 企業
- 朝日放送グループホールディングス - 2008年に大淀から移転。
  - 朝日放送テレビ
  - 朝日放送ラジオ
- イカリソース本社
- 大阪トヨタ自動車本社
- ベイ・コミュニケーションズ - ケーブルテレビ局
- エスリード本社

## 交通

### 鉄道
大阪環状線の福島駅が、高架駅として設置されている。また国道2号の地下には、阪神本線福島駅とJR東西線新福島駅が設置されている。
梅田貨物線が地上を走り、大阪環状線福島駅のすぐ北側でなにわ筋と平面交差している。梅田貨物線を走る列車の本数が増加したことに伴い、梅田貨物線踏切による交通渋滞も問題化している。またかつては阪神本線が大阪環状線福島駅のすぐ南方の地上を走っていて、なにわ筋上に阪神本線の踏切もあったが、1993年の阪神本線の地下化に伴って踏切は解消された。
大阪環状線の北側に東海道本線（JR神戸線）の線路も通過しているが、地域内には同線の駅は設置されていない。

### バス
大阪シティバスが域内を通る。
大阪環状線より北側には41号系統（大阪駅前 - 榎木橋）・59号系統（大阪駅前 - 北港ヨットハーバー）と、あみだ池筋沿いに39号系統（野田阪神前 - 新大阪駅）が通る。41号系統は福島六丁目に停車したあと、なにわ筋を北上する。また、59号系統は福島六丁目・福島七丁目に停車。39号系統は国道2号の福島西通であみだ池筋を北上し、福島八丁目・福島七丁目を経て大淀中二丁目（北区）へ抜ける。
国道2号上には55号系統（大阪駅前 - 鶴町四丁目）、56号系統（大阪駅前 - 酉島車庫前）が通り、浄正橋（阪神福島駅・JR新福島駅地上。なにわ筋との交差点付近）・福島西通（あみだ池筋との交差点付近）に停車する。
なお、福島六丁目停留所の前を阪急バス（18系統・大阪駅JR高速バスターミナル発加島駅・西川行）が通るが、大阪シティバスと異なり停車しない。

## その他

### 日本郵便
- 〒553-0003[3]（集配局：大阪北郵便局[12]）。また町域内に所在する大阪高等検察庁、大阪地方検察庁、人事院近畿事務局にはそれぞれ別の郵便番号が設定されている。